# Do You Wanna Be My Baby?
Do You Wanna Be My Baby? är en sång skriven av Per Gessle, och inspelad av Belinda Carlisle på albumet A Woman and a Man 1996.

## Låtlista

### CD-singel
1. "Do You Wanna Be My Baby?"
2. "Always Breaking My Heart" (demo)

### Maxi-CD
1. "Do You Wanna Be My Baby?"
2. "Always Breaking My Heart" (demo)
3. "I Wanna Be With You" (demo)

## Listplaceringar
| Lista (1997)       | Topplacering |
| ------------------ | ------------ |
| Belgien (Flandern) | 46           |
| Sverige            | 1            |

### Fotnoter
1. ↑  ”Do You Wanna Be My Baby?”. Ultratop. 1 mars 1997. http://www.ultratop.be/nl/song/123af/Per-Gessle-Do-You-Wanna-Be-My-Baby. Läst 30 januari 2015.
2. ↑  ”Do You Wanna Be My Baby?”. Swedishcharts. 1 mars 1997. http://www.swedishcharts.com/showitem.asp?interpret=Per+Gessle&titel=Do+You+Wanna+Be+My+Baby%3F&cat=s. Läst 30 januari 2015.